# Galleridia atrisigna
Galleridia atrisigna är en fjärilsart som beskrevs av George Francis Hampson 1896. Galleridia atrisigna ingår i släktet Galleridia och familjen nattflyn. Inga underarter finns listade i Catalogue of Life.